# Johann Michael Sailer
(J. M. Sailer)
Johann Michael Sailer (Aresing, 17 novembre 1751 – Ratisbona, 29 maggio 1832) è stato un teologo e vescovo cattolico tedesco, protagonista del rilancio religioso e spirituale del cattolicesimo in Germania degli inizi del XIX secolo.

## Biografia
Nel 1770 entrò come professo nella Compagnia di Gesù, ma dovette uscirne per entrare nel clero secolare solo tre anni dopo, a causa della soppressione del suo ordine decretata da papa Clemente XIV nel 1773: venne ordinato sacerdote nel 1775.
Fu professore di teologia dogmatica presso le università di Ingolstadt (1780 - 1781) e Dillingen (1784 - 1794): il suo lavoro in campo teologico morale e pastorale mirava all'elaborazione di principi di vita cristiana su base biblica e alla rifondazione di una solida teologia cattolica per la riconquista del concetto fortemente oscurato di una religione viva nell'ambito della Chiesa. Osteggiato dalla gerarchia ecclesiastica con l'accusa di eccessive concessioni all'illuminismo, nel 1794 venne destituito dall'incarico di docente.
Tornò all'insegnamento nel 1800, a Landshut; nel 1822 venne nominato vescovo titolare di Germanicopoli e coadiutore, con diritto di successione, della diocesi di Ratisbona.
Il 23 ottobre 1829, alla morte del vescovo Johann Nepomuk Freiherr von Wolf, si insediò sulla cattedra di Ratisbona, guidando la diocesi fino alla sua morte, nel 1832, distinguendosi nello sforzo di sollevare il livello intellettuale e morale del clero diocesano e per il suo atteggiamento di apertura nei confronti delle altre confessioni cristiane e delle nuove correnti culturali.
Tra le sue opere, prevalentemente di carattere teologico, figura anche una dedicata alla pedagogia, Über Erziehung für Erzieher del 1807, ispirata all'insegnamento dell'educatore svizzero Pestalozzi.
Sostenne che la teologia pastorale dovesse superare il mero pragmatismo, dandosi una base biblica e un carattere teologico in dialogo col pensiero coevo, a partire da Hegel. Si occupò della ricezione del kantismo e di gettare le fondamento di un Illuminismo popolare cattolico.

## Opere pubblicate in lingua italiana
- Omelie di monsignore Gio. Michele Sailer vescovo coadiutore di Ratisbona scelte e tradotte dal marchese Carlo Antici, Roma, Stamperia Salviucci, 1825.
- Teologia pastorale, 3 voll., Parma, Tipografia Fiaccadori, 1872-1874.
- Sacerdoti del Signore, Milano, Ancora, 1944.
- Piccola bibbia dei malati : la parola che salva, rielaborazione a cura di Alfons Benning, Cinisello Balsamo, Edizioni Paoline, 1985.

## Genealogia episcopale
La genealogia episcopale è:
- Cardinale Scipione Rebiba
- Cardinale Giulio Antonio Santori
- Cardinale Girolamo Bernerio, O.P.
- Arcivescovo Galeazzo Sanvitale
- Cardinale Ludovico Ludovisi
- Cardinale Luigi Caetani
- Cardinale Ulderico Carpegna
- Cardinale Paluzzo Paluzzi Altieri degli Albertoni
- Papa Benedetto XIII
- Papa Benedetto XIV
- Papa Clemente XIII
- Cardinale Giovanni Carlo Boschi
- Cardinale Bartolomeo Pacca
- Cardinale Francesco Serra-Cassano
- Arcivescovo Lothar Anselm von Gebsattel
- Vescovo Johann Michael von Sailer